# Peter De Mey
Peter De Mey (* 7. September 1966 in Dendermonde) ist ein belgischer katholischer Theologe.

## Leben
Er promovierte bei Georges De Schrijver 1999 in Theologie. Er ist Professor für Systematische Theologie an der KU Leuven. Er ist ordentlicher Professor für römisch-katholische Ekklesiologie und Ökumene an der Forschungseinheit Systematische Theologie und Religionswissenschaft, Fakultät für Theologie und Religionswissenschaft der KU Leuven. Er ist am Zentrum für ökumenische Forschung, am Studienzentrum des Zweiten Vatikanischen Konzils und am Zentrum für östliches und orientalisches Christentum in Louvain (LOCEOC) beteiligt. Er ist Gründungsvorsitzender der Studiengruppe Vaticanum II (2012–2016) der American Academy of Religion. Von 2004 bis 2010 war er Sekretär und dann Präsident der Societas Oecumenica, der Europäischen Gesellschaft für Ökumenische Forschung.